# Felixburg
Zámek Felixburg (někdy Felixpurk nebo Felixburk, v některých pramenech je zmiňován lidový název Hazenburg podle výzdoby, která byla tvořena malbami zajíců) byl zámek ve vsi Rašovice u města Klášterec nad Ohří v Ústeckém kraji. Od roku 1963 je chráněn jako kulturní památka.

## Historie

### 16. století
Zámek Felixburg stával na severovýchodním konci Rašovic, na pravém břehu řeky Ohře vedle dosud stojícího starého rašovického mlýna (čp. 2). Název zámku byl odvozen od jména zakladatele zámku Bohuslava Felixe Hasištejnského z Lobkovic. Ten nechal zámek vystavět ve stylu pohodlného renesančního sídla. Přesný rok jeho vystavění a dokončení není zcela znám. Historikové[kdo?] se domnívají, že zámek byl vystavěn na přelomu 70. a 80. let 16. století mezi lety 1554–1581. Jeho úkolem bylo nejspíše zajišťovat pohodlí svému majiteli. Současně se mělo stát toto sídlo i novým centrem správy bývalého panství hradu Egerberk. Hrad byl od roku 1600 již zcela opuštěn. Ze vsi Lestkov byl na Felixburg přenesen pivovar. Na jednu várku vyrobil jen 13 sudů piva, a tak zásoboval pouze své nejbližší okolí.

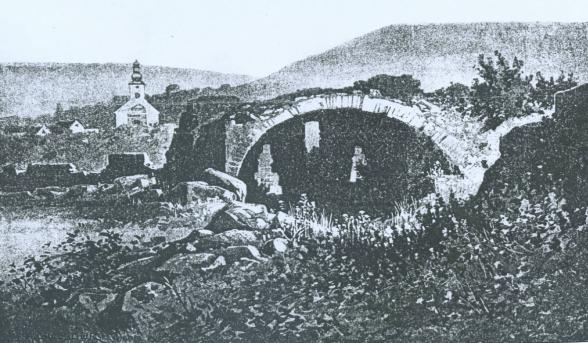
Zříceniny zachycené na přelomu 19. a 20. století

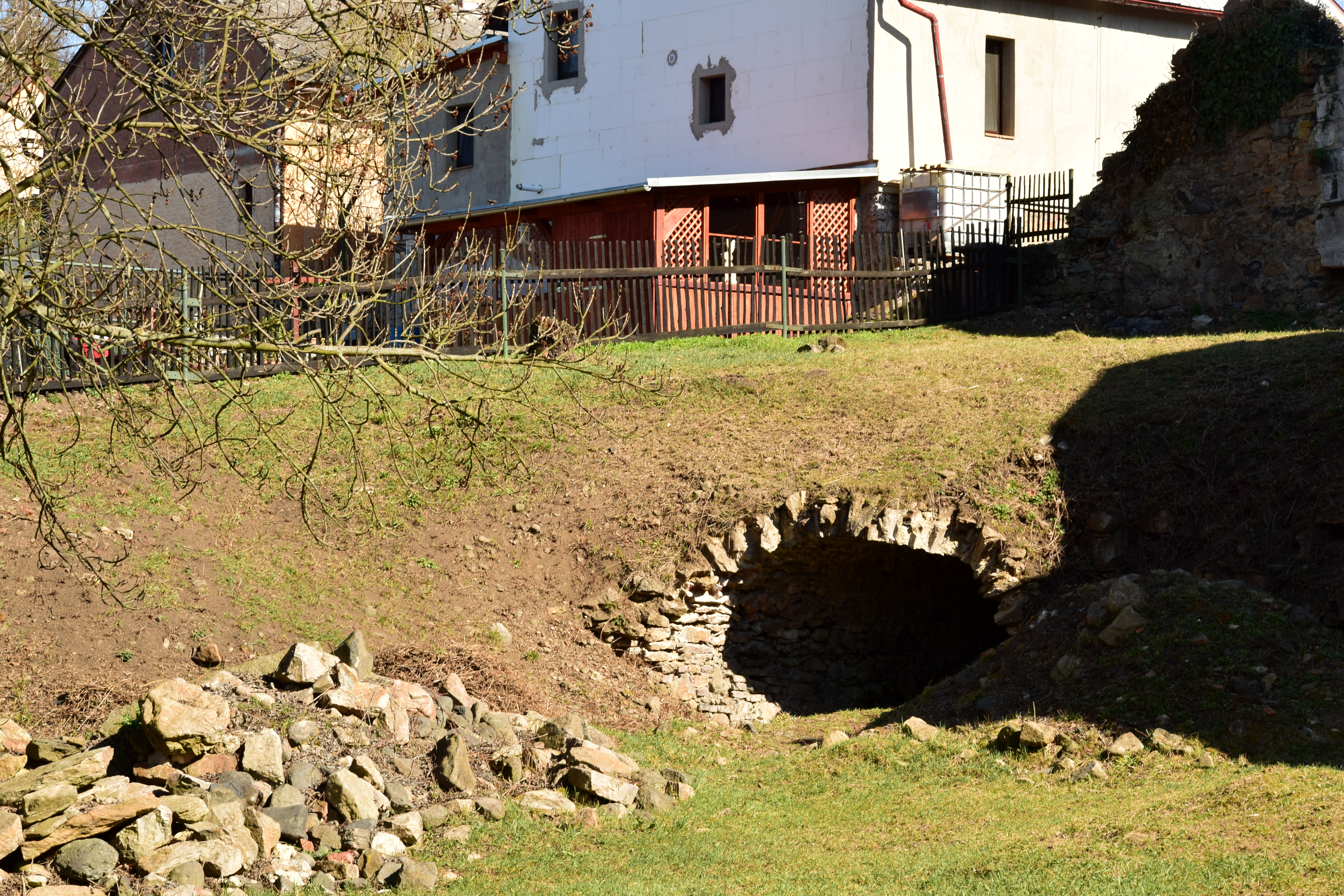
Zámecký sklep

Roku 1583 umírá slavný zakladatel Felixburgu, Bohuslav Felix Hasištejnský z Lobkovic. Vládu nad jeho panstvím přebírá jeho manželka Anna, rozená z Fictumu. Kdo vlastnil renesanční zámek společně s tvrzí a vsí Poláky, vesnicemi Rašovice, Oslovice, Stráž, Lomazice, Malé Krhovice, Nová Víska, Krásný Dvoreček a polovinou vsi Hradec po její smrti ale není zcela zřejmé. První verze o dalším vlastníkovi zní: Roku 1587 zdědil celé panství syn Anny Jan Waldemar Hasištejnský z Lobkovic. Ve druhé verzi zdědil zámek spolu s panstvím, které mu náleželo, druhý syn Anny, Bohuslav Jáchym Hasištejnský z Lobkovic. Roku 1588 prý velkoryse přenechává zámek s částí egerberského panství a statkem Poláky svému bratru Janu Waldemarovi.
Na dalších událostech se již všechny prameny shodují. Jan Waldemar hospodařil se svým majetkem špatně a brzy se velmi zadlužil. Jeho bratr Bohuslav Jáchym (mimo jiné držitel Chomutova) se mu snažil pomoci. Psal se rok 1588, když Bohuslava Jáchyma napadla zdárná myšlenka pro záchranu Felixburgu. Měl v plánu prodat panství Volfovi ze Štampachu, a tak získat peníze na úhradu bratrových dluhů. Volf ze Štampachu se ihned ujal hospodářství na Felixburku. Je psáno: „piva vařil a vystavoval, dříví prodával, v potocích lovil a ovce z ovčince odháněl, a to ještě, nežli mu bylo postoupeno.“ Volf ze Štampachu se ale ukázal jako ne moc dobrý obchodník. Za Felixburg nezaplatil vůbec nic, a proto byl Bohuslav Jáchym nucen mu Felixburg opět odebrat. Zachránit panství se tedy nepodařilo. Roku 1589 musel Jan Waldemar oba statky (Felixburg a Poláky) odevzdat svému věřiteli Janu staršímu z Lobkovic na Točníku a Nové Bystřici. Rok poté (1590) snad pro Janovy dluhy, které měly činit 5 600 kop s úroky, snad kvůli Janově smrti, Felixburg spolu s Poláky přechází na jeho syna Ladislava staršího z Lobkovic.
Ani Ladislav starší z Lobkovic se nestal majitelem zámku Felixburg na dlouho. Zapletl se do případu svého bratra Jiřího Popela, který byl souzen pro velezrádnou činnost proti Rudolfu II. a hrozilo zabavení císařem celého jeho majetku. A tak byl roku 1593 majetek zapsán manželce Ladislava staršího z Lobkovic Magdaléně rozené ze Salmu. Panství Felixburg bylo zabaveno císařem, ale ne nadlouho. V té době byl už Ladislav starší z Lobkovic za hranicemi. Magdaléna Lobkovicová je ale už od roku 1595 opět majitelkou panství Felixburg, ke kterému v té době patřily Poláky, Martiněves, Ředhošť, svršky na Zbirově a Králově Dvoře. Dokázala totiž, že podstatnou část s sebou přinesla do manželství jako věno právě ona. O rok později (1596) prodala felixburský a polácký statek. Komu, to však není zcela jednoznačné. V části pramenů se autoři domnívají že Linhartovi ze Štampachu.

### 17. století
Linhart ze Štampachu zemřel roku 1608. Všechen jeho majetek byl rozdělen mezi jeho čtyři syny. Jan Raichart dostal Poláky, Linhart mladší Ahníkov s Hasištejnem, Jan Jindřich Byšice s Březnem a Boleboř a konečně Matyáš mladší Felixburg s Egerberkem. Matyáš mladší ze Štampachu si udržel svůj majetek až do roku 1620, kdy mu byl zkonfiskován pro účast na stavovském povstání. Tou dobou patřil zámek královské komoře a krátkou dobu sloužil jako zbrojnice. Byla zde uložena zbroj a střelba pobraná kadaňským rebelům.
Roku 1623 koupil panství Felixburg Kryštof Šimon Thun a začlenil jej do velkého komplexu panství Klášterce nad Ohří. Z nádherného renesančního sídla se tak stala malá „ubytovna“ pro thunské úředníky, kteří zde dožívali nebo byli na odpočinku. Od této doby byly využívány jen prostory hlavního traktu zámku. Zámek Felixburg jednou vyhořel mezi lety 1777–1782. Je však téměř jisté, že po požáru došlo jen k obnově interiéru zámku.

### 18. a 19. století
I tak byl Felixburg ještě několik let využíván. Když v letech 1784–1786 vyhořel zámek v Klášterci nad Ohří, bylo na Felixburg přestěhováno sídlo vrchnostenských úřadů i ústřední správy thunského jmění v čele s pozdějším zakladatelem porcelánky Janem Mikulášem Weberem. Od roku 1844 byla celá budova, až na některé části (byty sládka, penzionovaného polesného a zahradníka a skladištních pivovarských prostor) velmi zanedbaná. Roku 1844 obklopoval celý zámek ovocný sad. Po zrušení pivovaru, roku 1857 bylo rozhodnuto zámek zcela opustit. Dlouho před tím už nebyl obýván. Roku 1871 souhlasil tehdejší majitel kláštereckého panství Josef Osvald Thun s návrhem na zboření zámku. Nejdříve byly sneseny a poté prodány ve dražbě střešní krovy a všechny dřevěné součásti zámku. Zbytek zkázy dokonalo počasí a konečně i místní obyvatelé používali materiál k stavbě svých domků, dokonce i ke stavbě nové školy.

### Současnost
V současné době se z celé budovy se zachovaly jen nepatrné zbytky – části rozsáhlých sklepů a malý zlomek obvodového zdiva. V památkovém katalogu Národního památkového ústavu je zaznamenáno poškození velkého rozsahu tohoto torza někdejšího zámku.

## Architektura

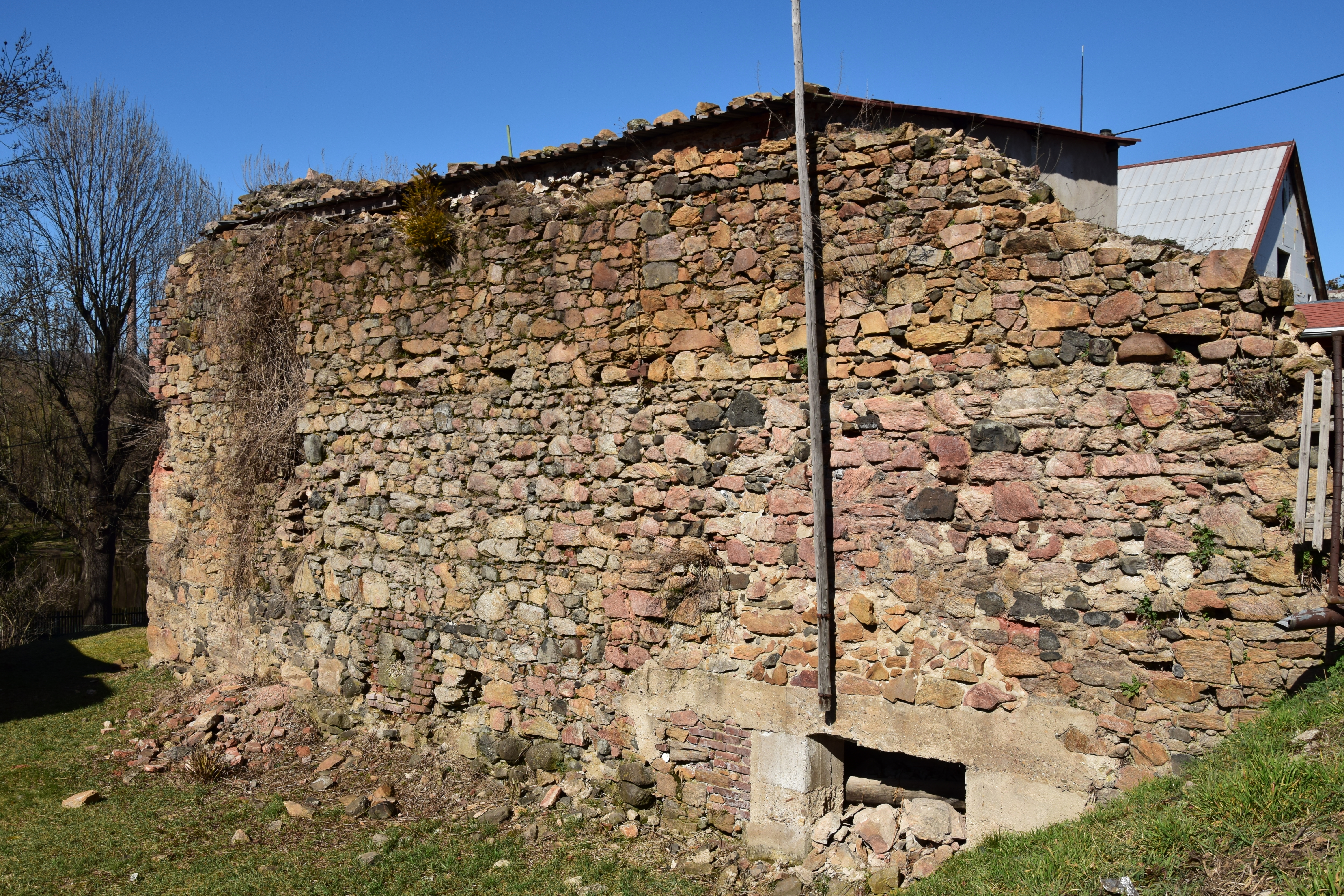
Zbytek obvodové zdi

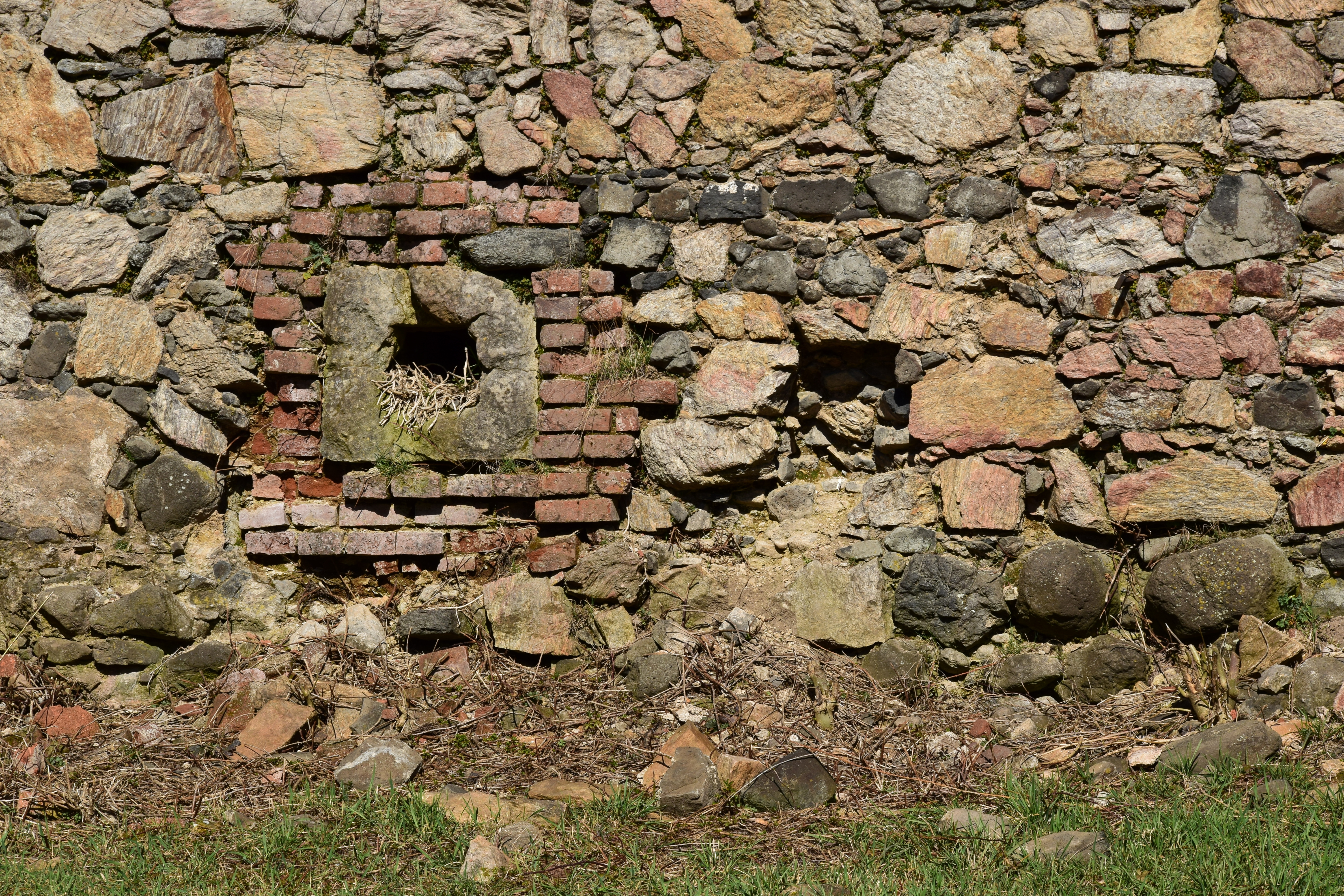
Detail zdiva

Toto renesanční sídlo bylo stavbou obdélného tvaru o čtyřech křídlech. Byla to jen jednopatrová budova, ale její výzdoba byla znamenitá. Čelní strana Felixburgu byla obrácena k severu, kam také vedl dlouhý a mohutný příjezd. Nad branami bylo vytesáno heslo Post nubila Phoebus a letopočet 1581, který nejspíše označoval rok dokončení Felixburgu. Zámek měl malé čtvercové nádvoří. V jižním rohu nádvoří se tyčila štíhlá čtyřpatrová věžička se sdruženými obloukovými okny, zdobená sgrafitovou omítkou. Vlevo byly schody, po kterých se dalo vystoupat do prvního poschodí. V pravé části prvního poschodí stával byt sládka a skladiště. První poschodí bývalo dostupné pavlačemi stojícími na kamenných sloupech. V pozdějších obdobích sloužilo první poschodí jako obytná část pro polesného ve výslužbě a zahradníka.
Felixburg byl malířsky vyzdoben nejspíše Pavlem Haidenreichem, vrchním malířem Lobkoviců, v letech 1579–1581. Celý zámek byl zdoben freskami. Fresky se nacházely na stropech, zdech goticky sklenuté galerie v prvním poschodí severní, jižní a východní strany dvora. Byly zde zobrazeny výjevy ze života, jejichž aktéry byli zajíci, z čehož vzniklo další pojmenování zámku Hasenburg – Zajícov. Zajíci byli zobrazeni v mnoha situacích: na procházce, vyjíždějící na koni do boje, dívající se na popravu, pracující v pekařství a v hornictví, lovící lišky a medvědy, střílející na ptáky, a v neposlední řadě na smrtelném loži. Kromě zajíců bylo na klenbách namalována dvanáct žen, které měly připomínat snad dvanáct měsíců.
Zámek měl také svou vlastní kapli.